# Bélgica en la Eurocopa 2016
La Selección de fútbol de Bélgica fue una de las 24 selecciones que participó en la Eurocopa 2016, que se disputó en Francia entre el 10 de junio y el 10 de julio de 2016.

## Clasificación
Bélgica obtuvo la clasificación para el torneo continental como primera del grupo B. Además de Bélgica el grupo estuvo conformado por las selecciones de Gales, Bosnia y Herzegovina, Israel, Chipre y Andorra.

## Preparación

### Partidos previos
Datos correspondientes al periodo entre la finalización de la Copa Mundial de Fútbol de 2014 y el inicio de la Eurocopa 2016

#### Bélgica vs Australia
| 4 de septiembre de 2014 | Bélgica                    | 2:0 (1:0) | Australia | Estadio Maurice Dufrasne, Lieja                           |                                                           |
|                         | - Mertens 18' - Witsel 77' | Reporte   |           | Asistencia: 16 850 espectadores Árbitro(s): Viktor Kassai | Asistencia: 16 850 espectadores Árbitro(s): Viktor Kassai |

| Uniformes | Uniformes |
| --------- | --------- |
|           |           |

#### Bélgica vs Islandia
| 12 de noviembre de 2014 | Bélgica                                  | 3:1 (1:1) | Islandia          | Estadio Rey Balduino, Bruselas                             |                                                            |
|                         | - Lombaerts 11' - Origi 62' - Lukaku 73' | Reporte   | - Finnbogason 13' | Asistencia: 22 163 espectadores Árbitro(s): Antony Gautier | Asistencia: 22 163 espectadores Árbitro(s): Antony Gautier |

| Uniformes | Uniformes |
| --------- | --------- |
|           |           |

#### Francia vs Bélgica
| 7 de junio de 2015 | Francia                                         | 3:4 (0:2) | Bélgica                                                 | Stade de France, Saint-Denis                                 |                                                              |
|                    | - Valbuena 53' (pen.) - Fekir 89' - Payet 90+1' | Reporte   | - Fellaini 17' 42' - Nainggolan 50' - Hazard 54' (pen.) | Asistencia: 70 000 espectadores Árbitro(s): Marijo Strahonja | Asistencia: 70 000 espectadores Árbitro(s): Marijo Strahonja |

| Uniformes | Uniformes |
| --------- | --------- |
|           |           |

#### Bélgica vs Italia
| 13 de noviembre de 2015 | Bélgica                                          | 3:1 (1:1) | Italia        | Estadio Rey Balduino, Bruselas                               |                                                              |
|                         | - Vertonghen 14' - De Bruyne 74' - Batshuayi 82' | Reporte   | - Candreva 3' | Asistencia: 40 000 espectadores Árbitro(s): Szymon Marciniak | Asistencia: 40 000 espectadores Árbitro(s): Szymon Marciniak |

| Uniformes | Uniformes |
| --------- | --------- |
|           |           |

#### Bélgica vs España
| 17 de noviembre de 2015 | Bélgica | vs. | España | Estadio Rey Balduino, Bruselas |  |
|                         |         |     |        | Árbitro(s): Sin definir        |  |

| Uniformes | Uniformes |
| --------- | --------- |
|           |           |

#### Portugal vs Bélgica
| 29 de marzo de 2016 | Portugal                 | 2:1 (2:0) | Bélgica      | Estadio Dr. Magalhães Pessoa, Leiría                         |                                                              |
|                     | - Nani 20' - Ronaldo 40' | Reporte   | - Lukaku 62' | Asistencia: 21 157 espectadores Árbitro(s): Stephan Klossner | Asistencia: 21 157 espectadores Árbitro(s): Stephan Klossner |

| Uniformes | Uniformes |
| --------- | --------- |
|           |           |

#### Suiza vs Bélgica
| 28 de mayo de 2016 | Suiza          | 1:2 (1:1) | Bélgica                      | Stade de Genève, Ginebra                                           |                                                                    |
|                    | - Džemaili 31' |           | - Lukaku 34' - De Bruyne 83' | Asistencia: 20 000 espectadores Árbitro(s): Paolo Silvio Mazzoleni | Asistencia: 20 000 espectadores Árbitro(s): Paolo Silvio Mazzoleni |

| Uniformes | Uniformes |
| --------- | --------- |
|           |           |

#### Béglica vs Finlandia
| 1 de junio de 2016 | Bélgica      | 1:1 (0:0) | Finlandia        | Estadio Rey Balduino, Bruselas                          |                                                         |
|                    | - Lukaku 89' | Reporte   | - Hämäläinen 53' | Asistencia: 28 025 espectadores Árbitro(s): Hugo Miguel | Asistencia: 28 025 espectadores Árbitro(s): Hugo Miguel |

| Uniformes | Uniformes |
| --------- | --------- |
|           |           |

#### Bélgica vs Noruega
| 5 de junio de 2016 | Bélgica                              | 3:2 (1:1) | Noruega                  | Estadio Rey Balduino, Bruselas                             |                                                            |
|                    | - Lukaku 4' - Hazard 70' - Ciman 73' | Reporte   | - King 21' - Berisha 48' | Asistencia: 41 196 espectadores Árbitro(s): Tobias Stieler | Asistencia: 41 196 espectadores Árbitro(s): Tobias Stieler |

| Uniformes | Uniformes |
| --------- | --------- |
|           |           |

## Participación
| Selección | Pts | PJ | PG | PE | PP | GF | GC | Dif |
| --------- | --- | -- | -- | -- | -- | -- | -- | --- |
| Italia    | 6   | 3  | 2  | 0  | 1  | 3  | 1  | 2   |
| Bélgica   | 6   | 3  | 2  | 0  | 1  | 4  | 2  | 2   |
| Irlanda   | 4   | 3  | 1  | 1  | 1  | 2  | 4  | −2  |
| Suecia    | 1   | 3  | 0  | 1  | 2  | 1  | 3  | −2  |

| 13 de junio de 2016, 21:00 | Bélgica | 0:2 (0:1) | Italia                         | Stade des Lumières, Lyon                                     |                                                              |
|                            |         | Reporte   | Giaccherini 32' · Pellè 90'+3' | Asistencia: 55 408 espectadores Árbitro(s): Mark Clattenburg | Asistencia: 55 408 espectadores Árbitro(s): Mark Clattenburg |

| 18 de junio de 2016, 15:00 | Bélgica                      | 3:0 (0:0) | Irlanda | Stade Matmut Atlantique, Burdeos                         |                                                          |
|                            | Lukaku 48', 70' · Witsel 61' | Reporte   |         | Asistencia: 39 493 espectadores Árbitro(s): Cüneyt Çakır | Asistencia: 39 493 espectadores Árbitro(s): Cüneyt Çakır |

| 22 de junio de 2016, 21:00 | Suecia | 0:1 (0:0) | Bélgica        | Allianz Riviera, Niza                                   |                                                         |
|                            |        | Reporte   | Nainggolan 84' | Asistencia: 34 011 espectadores Árbitro(s): Felix Brych | Asistencia: 34 011 espectadores Árbitro(s): Felix Brych |

### Octavos de final
| 26 de junio de 2016, 21:00 | Hungría | 0:4 (0:1) | Bélgica                                                         | Stade de Toulouse, Toulouse                               |                                                           |
|                            |         | Reporte   | Alderweireld 10' · Batshuayi 78' · Hazard 80' · Carrasco 90'+1' | Asistencia: 38 921 espectadores Árbitro(s): Milorad Mažić | Asistencia: 38 921 espectadores Árbitro(s): Milorad Mažić |

#### Cuartos de final
| 1 de julio de 2016, 21:00                     | Gales                                      | 3:1 (1:1) | Bélgica        | Stade Pierre-Mauroy, Lille                                |                                                           |
|                                               | Williams 31' · Robson-Kanu 55' · Vokes 86' | Reporte   | Nainggolan 13' | Asistencia: 45 936 espectadores Árbitro(s): Damir Skomina | Asistencia: 45 936 espectadores Árbitro(s): Damir Skomina |
| Gales por primera vez alcanza las semifinales |                                            |           |                |                                                           |                                                           |

| Predecesor: Bélgica y los Países Bajos 2000 | Bélgica en la Eurocopa Francia 2016 | Sucesor: · Europa 2020 |